# Dactylopus
Dactylopus — род морских лучепёрых рыб из семейства лировых. Этимология: от греч. daktylos — палец и греч. pous — нога. Длина тела от 15 (Dactylopus kuiteri) до 30 (Dactylopus dactylopus) см. Рыбы яркой расцветки с красивым замысловатым узором. Их тела продолговатой формы и без чешуи; высокие спинные плавники с тонкими лучами защищают тело (прикрывая часть жабр). Встречаются на глубине от 1 до 55 м. Обитают в тропических водах Тихого океана от Японии до Австралии, включая Гуам и Палау, а также Индонезию. Придонные рыбы, питаются в основном ракообразными, червями и другими мелкими беспозвоночными, зарывающимися в субстрат. Основным средством передвижения им служат большие грудные плавники. Живут на песчаном дне, встречаются поодиночке или парами. Самцы территориальные и держатся на расстоянии друг от друга. Dactylopus безвредны для человека, считаются видами вне опасности, Dactylopus dactylopus продаётся в качестве аквариумной рыбки.

## Классификация
На ноябрь 2024 в род включают 2 вида:
- Dactylopus dactylopus (Valenciennes, 1837)
- Dactylopus kuiteri (R. Fricke, 1992)